# Веерохвосты
Веерохвосты (лат. Xystreurys) — род донных лучепёрых рыб из семейства паралихтиевых (Paralichthyidae) отряда камбалообразных (Pleuronectiformes), обитающих в восточной части Тихого океана и юго-западной части Атлантического. Максимальная длина тела представителей рода от 40 (Xystreurys rasilis) до 63,5 (Xystreurys liolepis) см.

## Классификация
В род включают 2 вида:
- Xystreurys liolepis D. S. Jordan & C. H. Gilbert, 1880
- Xystreurys rasile (D. S. Jordan, 1891)

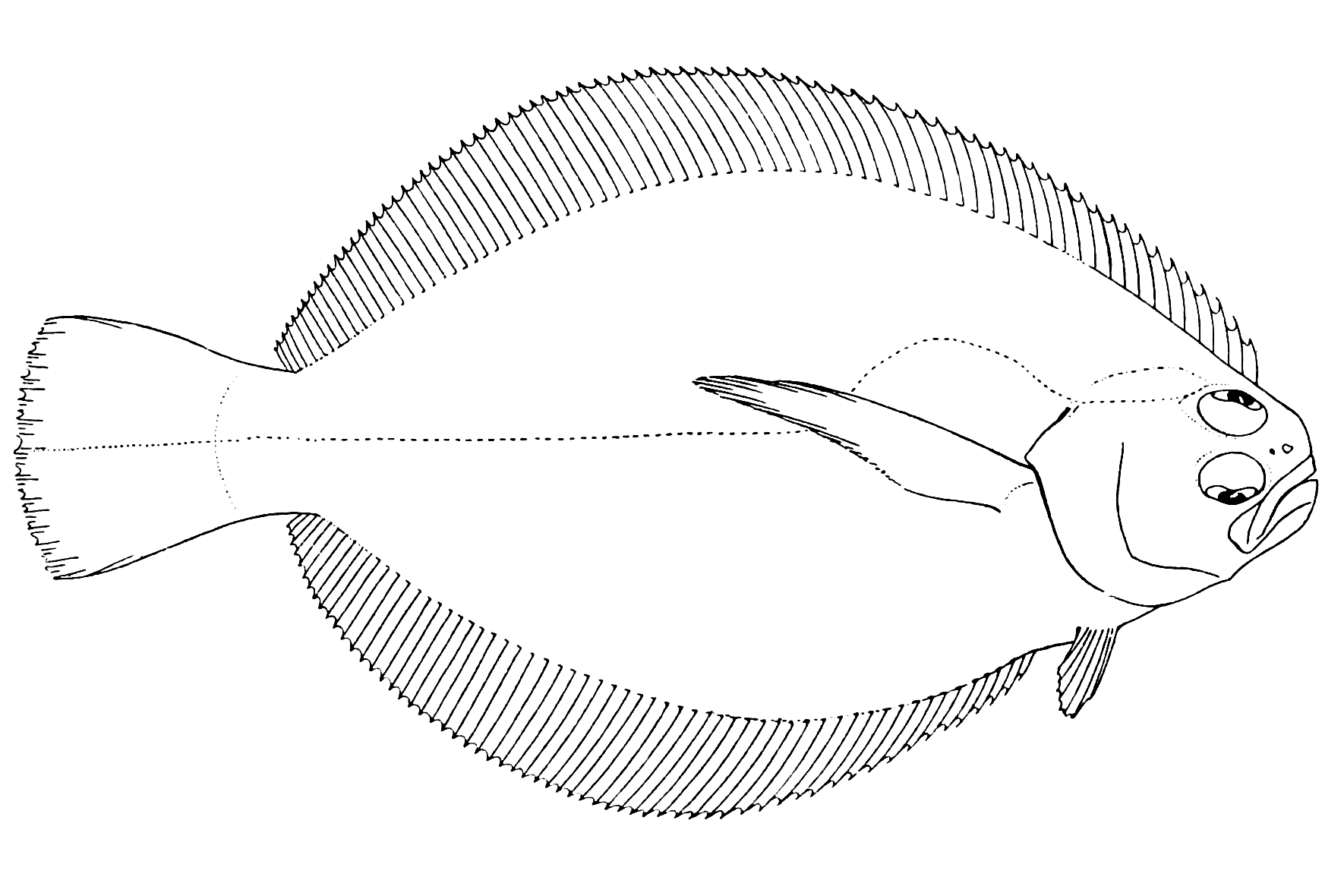
Xystreurys liolepis